# Kandidatförsäkran
Kandidatförsäkran eller valetiska riktlinjer är en överenskommelse som upprättas mellan kandidat till en politisk befattning (motsvarande) och dennes parti. I Sverige har Moderaterna och Socialdemokraterna länge haft krav på att de som kandiderar för partierna ska skriva under en kandidatförsäkran. I Storbritannien har BNP använt sig av obligatoriska kandidatförsäkran. Syftet kan vara hålla ihop partiets valkampanj, försäkra sig om att de som är kandidater delar partiets politik och grundläggande värderingar och att de inte har en bakgrund som kan skada partiet. Betydelsen av kandidatförsäkran är främst moralisk, inte juridisk. Med stöd av kandidatförsäkran kan partiet uppmana den som kandiderar eller som redan blivit vald att lämna sin plats.
Dokumentet är en ömsesidig överenskommelse mellan parterna om de krav som ställs på den som kandiderar. Det kan omfatta formella krav som till exempel närvaro vid möten och beredskap för olika ändamål men också etiska krav på kandidatens uppträdande. I dokumentet kan anges förhållanden som innebär att kandidaten måste avsäga sig sitt uppdrag. Dock saknar partierna tvingande medel för att avlägsna de som valts i allmänna val från sina poster, eftersom valresultatet i allmänna val bestäms av väljarnas röster snarare än internt inom partierna. Partiernas påtryckningsmedel är därför i första hand att de som inte följer kandidatförsäkran i framtiden inte kommer att ges möjlighet att få framtida politiska poster.